# روبرتو كارلوس كاسترو
روبرتو كارلوس كاسترو (بالإسبانية: Roberto Carlos Castro)‏ هو مدرب كرة قدم مكسيكي، ولد في 7 مارس 1980 في ليون في المكسيك.

## وصلات خارجية
- روبرتو كارلوس كاسترو على موقع قاعدة بيانات كرة القدم.إي يو (الإنجليزية)